# امبون، موربیهان
امبون، موربیهان (به فرانسوی: Ambon, Morbihan) یک کامین در فرانسه است که در Canton of Muzillac واقع شده‌است.

## خصوصیات
امبون ۳۸٫۰۴ کیلومترمربع مساحت و ۱٬۶۷۶ نفر جمعیت دارد.